# Helleville
Helleville är en kommun i departementet Manche i regionen Normandie i norra Frankrike. Kommunen ligger i kantonen Les Pieux som tillhör arrondissementet Cherbourg. År 2022 hade Helleville 563 invånare.

## Befolkningsutveckling
Antalet invånare i kommunen Helleville
| Referens: INSEE |